# Затопление французского флота в Тулоне
Затопление французского флота в Тулоне — одно из событий Второй мировой войны, произошедшее ранним утром 27 ноября 1942 года. Корабли французского флота, стоявшие на рейде военно-морской базы Тулона, были затоплены своими экипажами по приказу Адмиралтейства правителиства Виши, чтобы избежать захвата войсками нацистской Германии, проводившими операцию «Лила».

## Предыстория
После поражения в кампании 1940 года и заключения соглашения с нацистской Германией, Франция была разделена на оккупационную зону немецких войск и коллаборационистское государство, управляемое режимом Виши. Компьенское перемирие предусматривало значительное разоружение французского флота и заключение его в портах, указанных Кригсмарине, под контролем Франции. Союзники опасались, что флот мог попасть в руки Германии, что повлекло ряд операций по захвату и уничтожению французских кораблей британскими войсками в июне 1940 года и безуспешную попытку захвата французских колоний в Африке в сентябре 1940 года.
8 ноября 1942 года Западные союзники провели операцию «Факел» по вторжению во Французскую Северную Африку. Генерал Д. Эйзенхауэр при поддержке Рузвельта и Черчилля заключил секретное соглашение с командующим вишистскими военно-морскими силами адмиралом Ф. Дарланом, по которому Дарлан должен был получить контроль над Французской Северной Африкой в случае, если он примет сторону Союзников. Узнав об этом соглашении, Гитлер немедленно развернул операцию «Антон» по оккупации вишистской Франции и укрепил немецкие военные части в Африке.
К моменту захвата руководство над флотом в Тулоне было разделено между двумя командующими, адмиралом Ж. де Лабордом и морским префектом адмиралом А. Марки.

## Операция «Лила»
Целью операции «Лила» был захват невредимыми кораблей французского флота, стоявших на военно-морской базе Тулона. Операция была проведена 7-й танковой дивизией Вермахта, усиленной подразделениями других дивизий.
Подготовка к операции началась 19 ноября 1942 года. Планировалось захватить Тулон и французский флот 27 ноября. Немецкие войска должны были войти в Тулон с востока, захватив форт Ламальг, служивший штаб-квартирой морского префекта адм. А. Марки, арсенал Мурийона, телефонный и радиоцентры, а также с запада, захватив базу палубной авиации в Сен-Мандрие, главный арсенал, береговые укрепления и артиллерию. Другие части должны были захватить прочие здания, набережные и причалы. Немецкие корабли курсировали возле выхода из гавани, были заложены морские мины с целью не позволить французским кораблям уйти.
Боевые группы вошли в Тулон в 04:00 27 ноября 1942 года и направились в сторону гавани, встречая лишь редкое и слабое сопротивление. В 04:30 немцы заняли форт Ламальг и арестовали спящего А. Марки. К 5 утра телефонная связь была выведена из строя. Однако офицерам штаба удалось сообщить о тревоге начальнику арсенала контр-адмиралу Дарнону, который, в свою очередь, сумел предупредить адмирала Ж. де Лаборда, находившегося на борту линкора «Страсбург». Лаборд приказал кораблям готовиться к затоплению. В 05:25 немецкие танки достигли набережной, и со «Страсбурга» была передана команда затопить корабли.

Затопление французских кораблей в Тулоне. 27 ноября 1942 года. Схема.

В общей сложности было затоплено или взорвано 77 кораблей. Французы потеряли:
- 3 линейных корабля (флагман «Страсбург», «Дюнкерк» и «Прованс»);
- 1 гидроавианосец («Коммандан Тест»);
- 4 тяжелых крейсера («Альжери», «Кольбер», «Фош» и «Дюпле»);
- 3 лёгких крейсера («Ла Галиссоньер», «Жан де Вьен» и «Марсельез»);
- 16 эсминцев;
- 14 миноносцев;
- 15 подводных лодок .

Немцы захватили 4 подводные лодки, 3 эсминца и четыре десятка малых кораблей, вооружение многих из них было разрушено в результате саботажа французских моряков, а также 2 старых корабля, использовавшихся под плавучие казармы — эскадренный броненосец «Кондорсе» и дредноут «Океан».
Часть кораблей не подчинились приказу о самозатоплении и сумели покинуть окруженную немцами гавань: подводные лодки «Казабьянка» и «Марсуэн» достигли Алжира, «Глорьё» — Орана, «Ирис» была интернирована испанцами в Барселоне. Лоцмейстерское судно «Леонор Френель» также сумел выбраться из Тулона и достичь Алжира.

## Результаты
Операция «Лила» была провалена: Германии французский флот не достался. Потеря флота для режима Виши означала потерю как последнего символа своей власти, так и доверия со стороны Германии. Тем самым, несмотря на неудачу «Лилы», в рамках всей операции «Антон» захват Тулона прошёл успешно.
Генерал де Голль подверг резкой критике адмиралов Виши за то, что те не отдали приказ флоту прорываться в Алжир.
Большая часть крейсеров была поднята со дна итальянцами для ремонта и на металлолом.
Топливо, разлившееся в гавани Тулона, настолько загрязнило море, что ещё два года после затопления флота плавать в гавани было невозможно.

Галерея

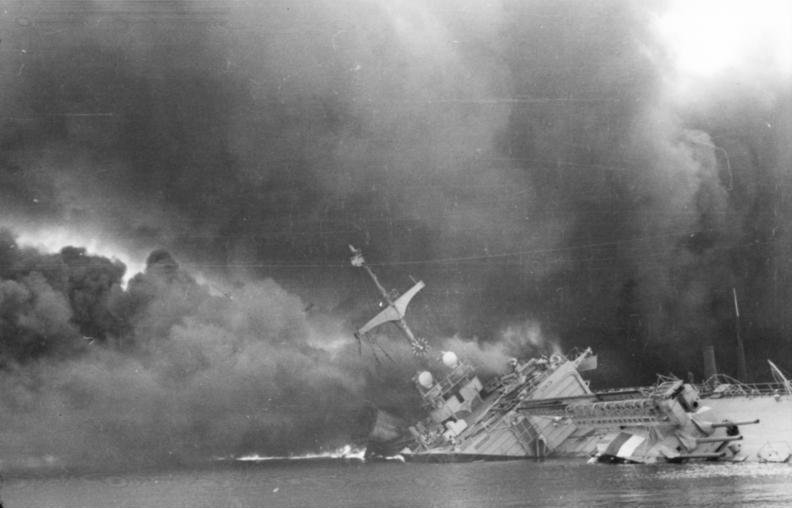
Уходящий на дно крейсер ''Марсельеза'', один из 77-ми затопленных кораблей
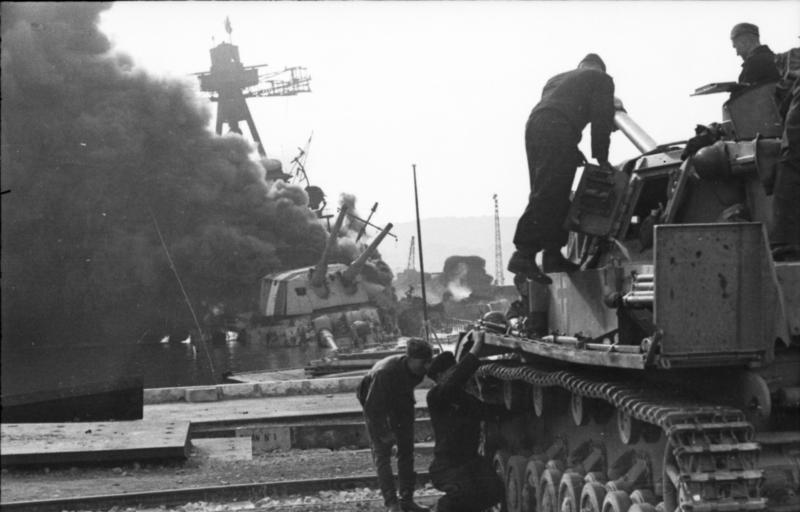
Panzertruppen наблюдают за горящим крейсером Colbert
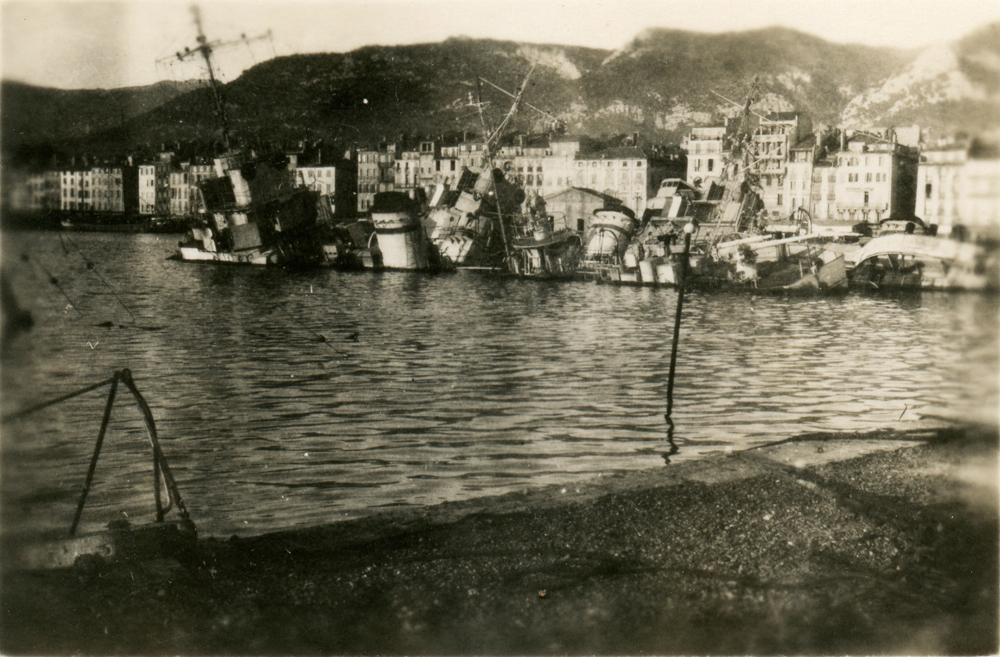
Затопленные корабли в Тулоне
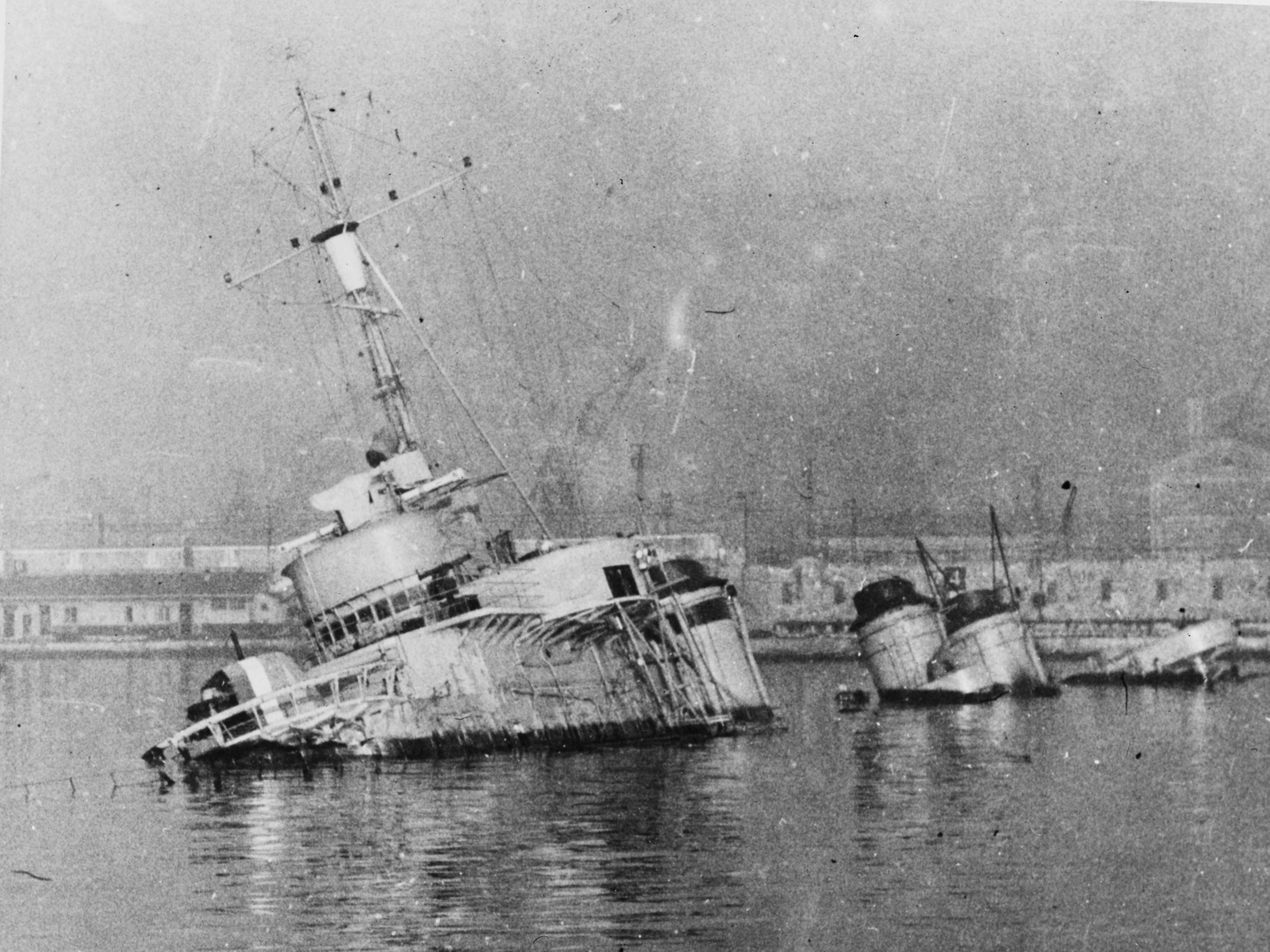
Эскадренный миноносец типа «Вокелен» в Тулоне
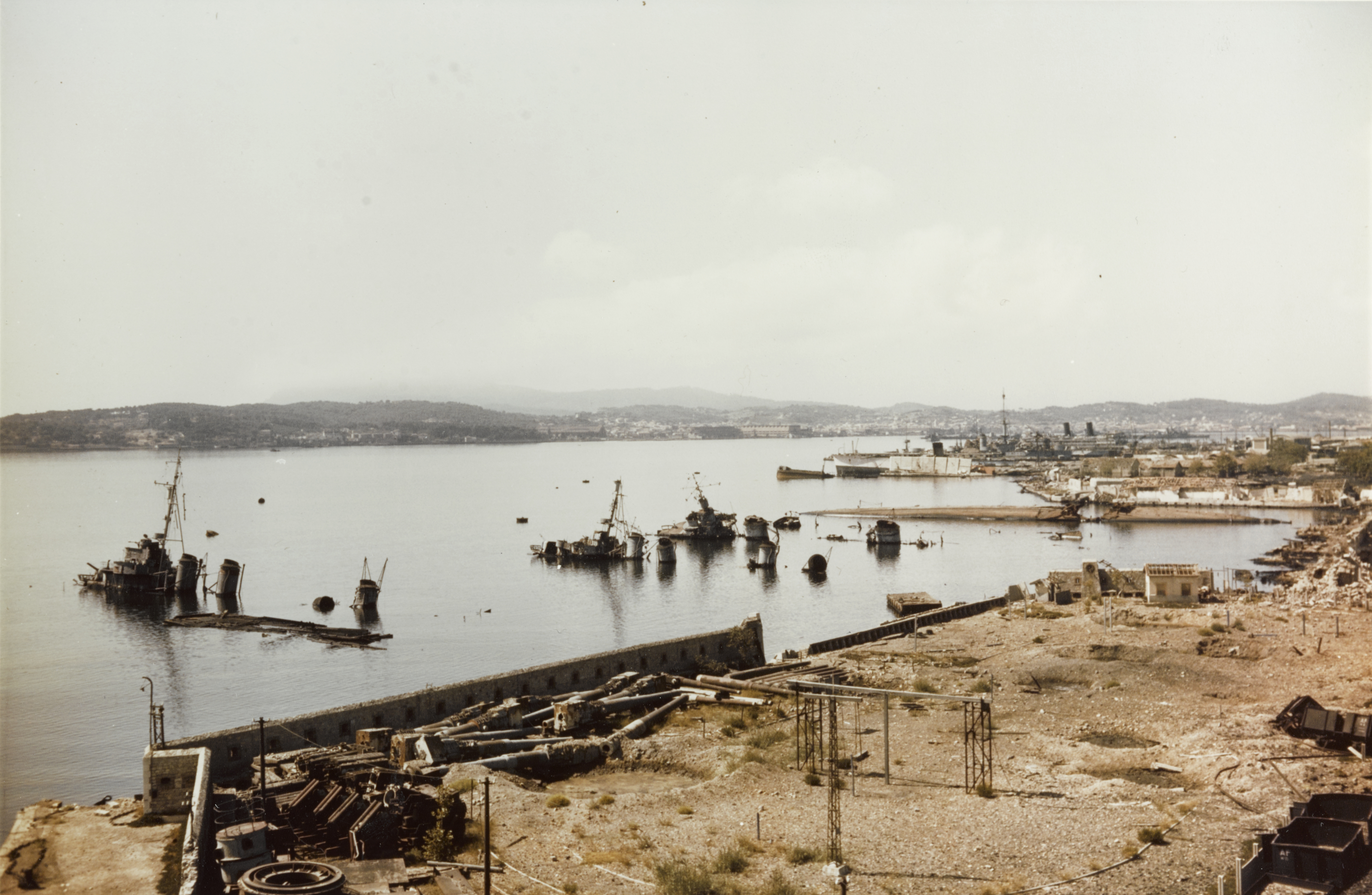
Затопленный флот в Тулоне в 1944 году